# Melitaea transbaicalica
Melitaea transbaicalica är en fjärilsart som beskrevs av Felix Bryk 1940. Melitaea transbaicalica ingår i släktet Melitaea och familjen praktfjärilar. Inga underarter finns listade i Catalogue of Life.